# 柳津町立蘇西中学校
柳津町立蘇西中学校（やないづちょうりつ そさいちゅうがっこう）は、かつて岐阜県羽島郡柳津町（現・岐阜市）にあった公立中学校。

## 概要
- 羽島郡柳津町の中学校であった。元は羽島郡柳津村と松枝村の組合立中学校であった。校名は、校区（柳津村・松枝村）が木曽川の西に位置することによる。1963年岐阜市羽島郡柳津町中学校組合立南部中学校と統合、岐阜市羽島郡柳津町中学校組合立境川中学校の新設により廃校。
- 1962年までは柳津小学校に隣接し、運動場などの一部の施設は共用していた。柳津小学校移転後は旧・柳津小学校の校舎も使用していた。
- 跡地は岐阜市柳津地域事務所（旧・柳津町役場）の敷地となっている。

## 沿革
- 1947年（昭和22年）
  - 4月 - 羽島郡柳津村、松枝村で学校組合を設立。
  - 5月15日 - 松枝村柳津村組合立蘇西中学校として開校。統一校舎は無く、松枝村の松枝小学校、柳津村の岐阜紡績医務室を仮校舎とする。
- 1949年（昭和24年） - 柳津村立柳津小学校[注釈 2]に隣接して校舎を新築。仮校舎を廃止。
- 1950年（昭和25年） -
  - 3月 - 松枝村の生徒が笠松町立笠松中学校に転入する。門間地区の生徒のうち希望者は引き続き蘇西中学校に通学する。
  - 8月1日 - 松枝村が羽島郡笠松町に編入される。同時に柳津村立蘇西中学校に改称する。
- 1956年（昭和31年）9月26日 - 稲葉郡佐波村と羽島郡柳津村が合併し、羽島郡柳津町となる。これにより、「柳津町立蘇西中学校」に改称。
- 1957年（昭和32年）3月 - 門間地区の生徒が全て笠松中学校への通学となる。
- 1962年（昭和37年） - 柳津町立柳津小学校の移転により、旧・柳津小学校の校舎も使用する。
- 1963年（昭和38年）3月 - 統合により廃校。